# Derolus thesigeri
Derolus thesigeri là một loài bọ cánh cứng trong họ Cerambycidae.